# 010 Trojans 2019
Questa voce raccoglie le informazioni riguardanti gli 010 Trojans nelle competizioni ufficiali della stagione 2019.

## Maschile

### Eerste Divisie 2019

#### Stagione regolare
| Maastricht 10 marzo 2019, ore 14:00 | Maastricht Wildcats | 0 – 51 referto | 010 Trojans |  |

| L'Aia 24 marzo 2019, ore 14:00 | Den Haag Raiders '99 | 20 – 30 referto | 010 Trojans |  |

| Amsterdam 14 aprile 2019, ore 14:00 | Amsterdam Crusaders II | 0 – 47 referto | 010 Trojans |  |

| Rotterdam 28 aprile 2019, ore 14:00 | 010 Trojans | 13 – 27 referto | Amsterdam Panthers |  |

| Enschede 12 maggio 2019, ore 14:00 | Enschede Broncos | 0 – 20 (a tavolino) referto | 010 Trojans |  |

| Rotterdam 26 maggio 2019, ore 14:00 | 010 Trojans | 20 – 0 referto | Nijmegen Pirates |  |

| Rotterdam 9 giugno 2019, ore 14:00 | 010 Trojans | 61 – 6 referto | Eindhoven Predators |  |

#### Playoff
| 23 giugno 2019 | 010 Trojans | 14 – 13 | Den Haag Raiders '99 |  |

| 6 luglio 2019, ore 17:00 | Amsterdam Panthers | 3 – 15 | 010 Trojans |  |

### Statistiche di squadra
| Competizione            | %Vittorie | In casa | In casa | In casa | In casa | In casa | In casa | In trasferta | In trasferta | In trasferta | In trasferta | In trasferta | In trasferta | Totale | Totale | Totale | Totale | Totale | Totale |
| Competizione            | %Vittorie | G       | V       | N       | P       | Pf      | Ps      | G            | V            | N            | P            | Pf           | Ps           | G      | V      | N      | P      | Pf     | Ps     |
| ----------------------- | --------- | ------- | ------- | ------- | ------- | ------- | ------- | ------------ | ------------ | ------------ | ------------ | ------------ | ------------ | ------ | ------ | ------ | ------ | ------ | ------ |
| EeD - Stagione regolare | .857      | 3       | 2       | 0       | 1       | 94      | 33      | 4            | 4            | 0            | 0            | 148          | 20           | 7      | 6      | 0      | 1      | 242    | 53     |
| EeD - Playoff           | 1.000     | 2       | 2       | 0       | 0       | 29      | 16      | 0            | 0            | 0            | 0            | 0            | 0            | 2      | 2      | 0      | 0      | 29     | 16     |
| Totale                  | .889      | 5       | 4       | 0       | 1       | 123     | 49      | 4            | 4            | 0            | 0            | 148          | 20           | 9      | 8      | 0      | 1      | 271    | 69     |

## Femminile

### Queen's Football League 2019
| Rotterdam 15 dicembre 2019, ore 13:30 | Rotterdam Ravens | 32 – 8 | 0'30 Wolverines |  |

### Statistiche di squadra
| Competizione | %Vittorie | In casa | In casa | In casa | In casa | In casa | In casa | In trasferta | In trasferta | In trasferta | In trasferta | In trasferta | In trasferta | Totale | Totale | Totale | Totale | Totale | Totale |
| Competizione | %Vittorie | G       | V       | N       | P       | Pf      | Ps      | G            | V            | N            | P            | Pf           | Ps           | G      | V      | N      | P      | Pf     | Ps     |
| ------------ | --------- | ------- | ------- | ------- | ------- | ------- | ------- | ------------ | ------------ | ------------ | ------------ | ------------ | ------------ | ------ | ------ | ------ | ------ | ------ | ------ |
| QFL          | 1.000     | 1       | 1       | 0       | 0       | 32      | 8       | 0            | 0            | 0            | 0            | 0            | 0            | 1      | 1      | 0      | 0      | 32     | 8      |
| Totale       | 1.000     | 1       | 1       | 0       | 0       | 32      | 8       | 0            | 0            | 0            | 0            | 0            | 0            | 1      | 1      | 0      | 0      | 32     | 8      |